# 愛德華·亨利·哈里曼
愛德華·亨利·哈里曼（英語： Edward Henry "Ned" Harriman,1848年2月20日—1909年9月9日）是美國的鐵路公司總裁及執行官。

## 早年生活
哈里曼於1848年2月20日出生在紐約亨普斯特德，他是主教牧師奧蘭多·哈里曼和科妮莉亞·尼爾森的兒子。

他有一個兄弟 小奧蘭多·哈里曼。

他的曾祖父威廉·哈里曼於1795年從英格蘭移民來美國，並成功地從事貿易和商業活動。
當哈理曼小時候，哈里曼在羅伯特·帕克帕·羅特家族所擁有的地區格林伍德鐵爐(英語：Greenwood Iron Furnace)打工中度過了整個夏天，該地區後來成為哈里曼州立公園。 14歲時他離開學校，在紐約華爾街擔任差事。他的叔叔奧利弗·哈里曼早些時候在那裡建立了職業生涯。 到22歲時，他已是紐約證券交易所的成員。

## 職業生涯
哈里曼的岳父是奧格登斯堡和尚普蘭湖鐵路公司(英語：Ogdensburg and Lake Champlain Railroad)的總裁，這引起了哈里曼對紐約州北部交通的興趣。 1881年，哈里曼收購了小型又破舊的安大略省南部鐵路。他將它重新命名為Sodus Bay＆Southern，並對它進行了重組，並以相當可觀的利潤將它出售給賓夕法尼亞州鐵路公司。這是他以破產鐵路重建者當為職業生涯的開端。

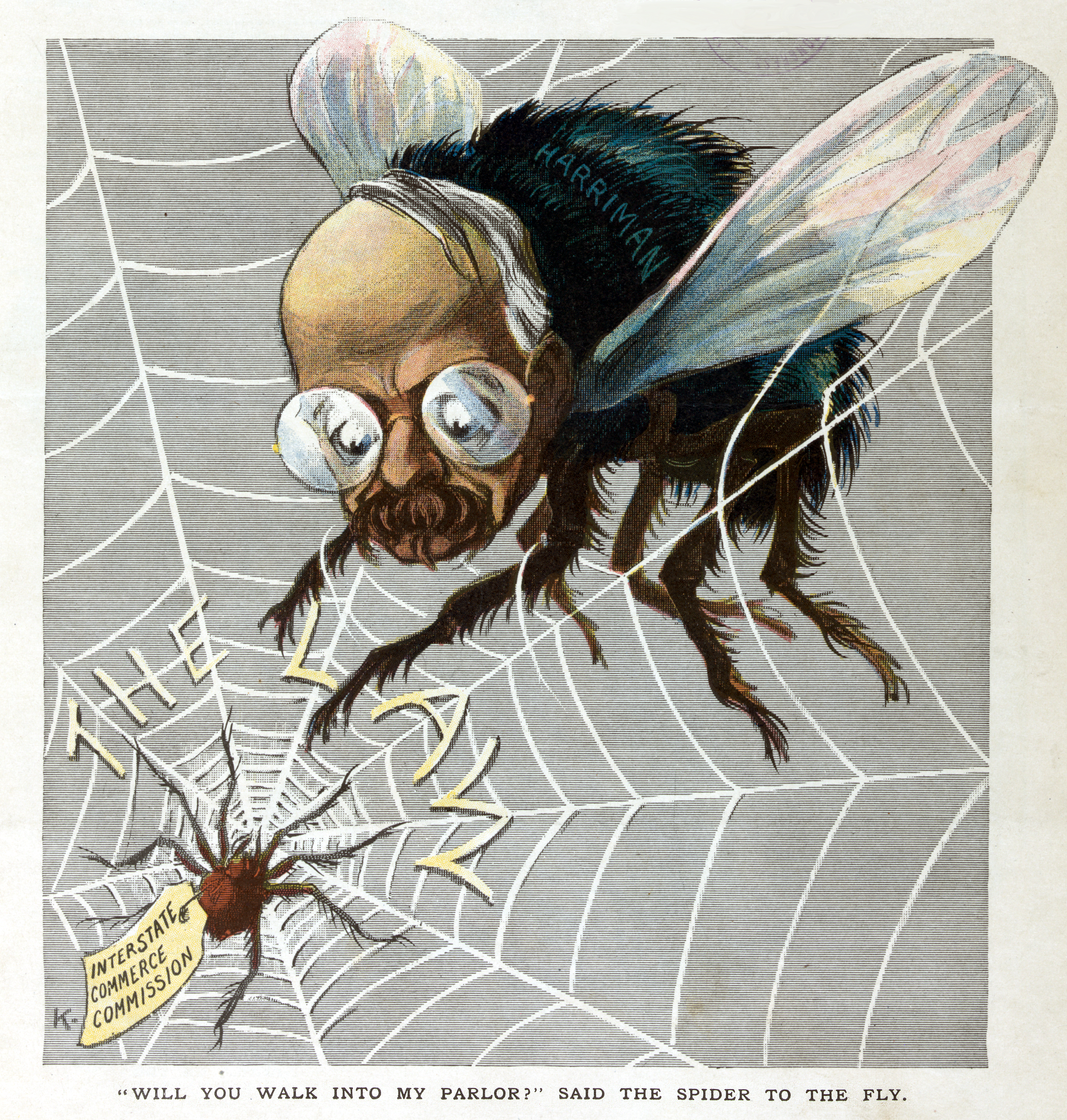
1907年卡通描繪哈里曼和他的鐵路受聯邦法律和州際商業委員會的約束

哈里曼在1897年成為聯合太平洋鐵路公司的董事時已將近50歲。從1898年5月開始，他擔任執行委員會主席直到他去世，他的話在聯邦太平洋系統就是金科玉律。 1903年，他擔任公司總裁。從1901年到1909年，哈里曼同時擔任南太平洋鐵路的總裁。哈里曼於是興起了統一聯合太平洋鐵路和南太平洋鐵路的願景。（UP和SP在1996年9月11日，地面運輸委員會批准後一個月合併。）1905年，哈里曼曾试图收买南满铁路和东省铁路，但均未能成事:169-170。
在他去世時，哈里曼掌控了聯合太平洋鐵路，南太平洋鐵路，聖約瑟夫和格蘭德島鐵路，伊利諾中央鐵路，喬治亞中部鐵路，太平洋郵輪公司和富國銀行運通公司。

### 哈里曼阿拉斯加考察團
1899年，哈里曼贊助並陪同羅伯特·里奇韋、約翰·繆爾、約翰·巴勒斯、愛德華·柯蒂斯、路易·艾加席茲·弗埃爾特以及其他科學家和藝術家組成的科學考察團進行四個月的植物相、動物相和阿拉斯加海岸線考察。 許多傑出的科學家和自然學家乘坐豪華改裝的250英尺（76-公尺）輪船喬治·W·埃爾德號進行探險任務。

### 柔道興趣
1905年，哈里曼在日本進行為期兩個月的訪問後對柔道產生了興趣。
當他返回美國時，他帶了一個由六名日本柔道摔跤選手組成的表演團，其中包括著名的柔道選手富田常次郎和前田光世。在許多表演中，該表演團於1905年2月7日在哥倫比亞大學體育館舉辦了一場表演，吸引了六百名觀眾。

## 個人生活
1879年，哈里曼與紐約奧格登斯堡 銀行家威廉·J·艾弗雷爾(英語：William J. Averell)的女兒瑪麗·威廉姆森·艾弗雷爾(英語：Mary Williamson Averell)結婚。
他們的子女：
- 瑪麗·哈里曼·羅姆西（1881年-1934年）於1910年與雕塑家查爾斯·卡里·拉姆齊（1879年-1922年）結婚。[12]
- 亨利·尼爾森·哈里曼（1883年-1888年），年輕時就去世。
- 科妮莉亞·哈里曼（1884年-1966年），[1]於1908年與老羅伯特·利文斯頓·格里結婚。（1877年-1957年）[13]
- 卡蘿·艾弗雷爾·哈里曼（1889年-1948年），[14]於1917年與小理查德·佩恩·史密斯（1893年-1929年）結婚。[15]在他去世後，她與W. Plunket Stewart結婚，後者於1930年與亞歷山大·卡薩特(英語：Alexander Cassatt)的女兒艾爾西·卡薩特(英語：Elsie Cassatt)結婚並離婚。[16]
- 威廉·埃夫里爾·哈里曼（1891年-1986年），曾歷任紐約州第48任州長、哈里·杜魯門總統的商務部長、美國駐蘇聯大使和美國駐英國大使。他結婚三次：首先是凱蒂·拉尼爾·勞倫斯(英語：Kitty Lanier Lawrance)（從1915年結婚到1929年離婚），然後是瑪麗·諾頓·惠特尼(英語：Marie Norton Whitney)（從1930年到1970年去世），最後是帕梅拉·貝麗爾·哈里曼（從1971年到1986年去世）[17]
- 愛德華·羅蘭·諾爾·哈里曼（1895年-1978年），於1917年與格拉迪斯·弗里斯(英語：Gladys Fries)（1896年-1983年）結婚。[18]

哈里曼於1909年9月9日下午1點30分在他的家鄉阿登去世，享年61歲。

自然學家約翰·繆爾在1899年曾加入他的阿拉斯加考察團中，他在哈里曼的悼詞中寫道：“幾乎在所有方面，他都是一個值得敬佩的人。”哈里曼被埋葬在阿登附近靠近他莊園的聖約翰聖公會教堂墓地。

### 哈里曼房地產
在1885年，哈里曼以52,500美元的價格收購了位於紐約Tuxedo附近拉馬波高地（英語：Ramapo Highland）的帕羅特家族房地產“Arden”7,863英畝（31.82-平方公里）土地。該資產曾是帕羅特兄弟鐵工廠(英語：Parrott Brothers Iron Works)的木炭來源。在接下來的幾年裡，他購買了近40個附近的土地，增加了20,000英畝（81平方公里），並將這些地方用40英里（64公里）的路連接起來。他10萬平方英尺（9,300平方米）的住宅Arden House在他去世前僅花七個月就完工了。
在20世紀初期，他的兒子威廉·埃夫里爾·哈里曼和愛德華·羅蘭·哈里曼聘請了景觀設計師亞瑟·P·克羅爾(英語：Arthur P. Kroll)來規劃許多景觀設計。 1910年，他的遺孀向紐約州捐贈了10,000英畝（40平方公里）做為哈里曼州立公園。該莊園於1966年被指定為國家歷史地標。1977年，他們在幾個條件下給了愛達荷州另一個哈里曼州立公園。其中一個流經該地的Henry's Fork水域被管制為“捕撈和釋放”的飛蠅釣魚場地。到目前為止，它被認為是北美最好的飛蠅釣魚場地之一。

## 遺產

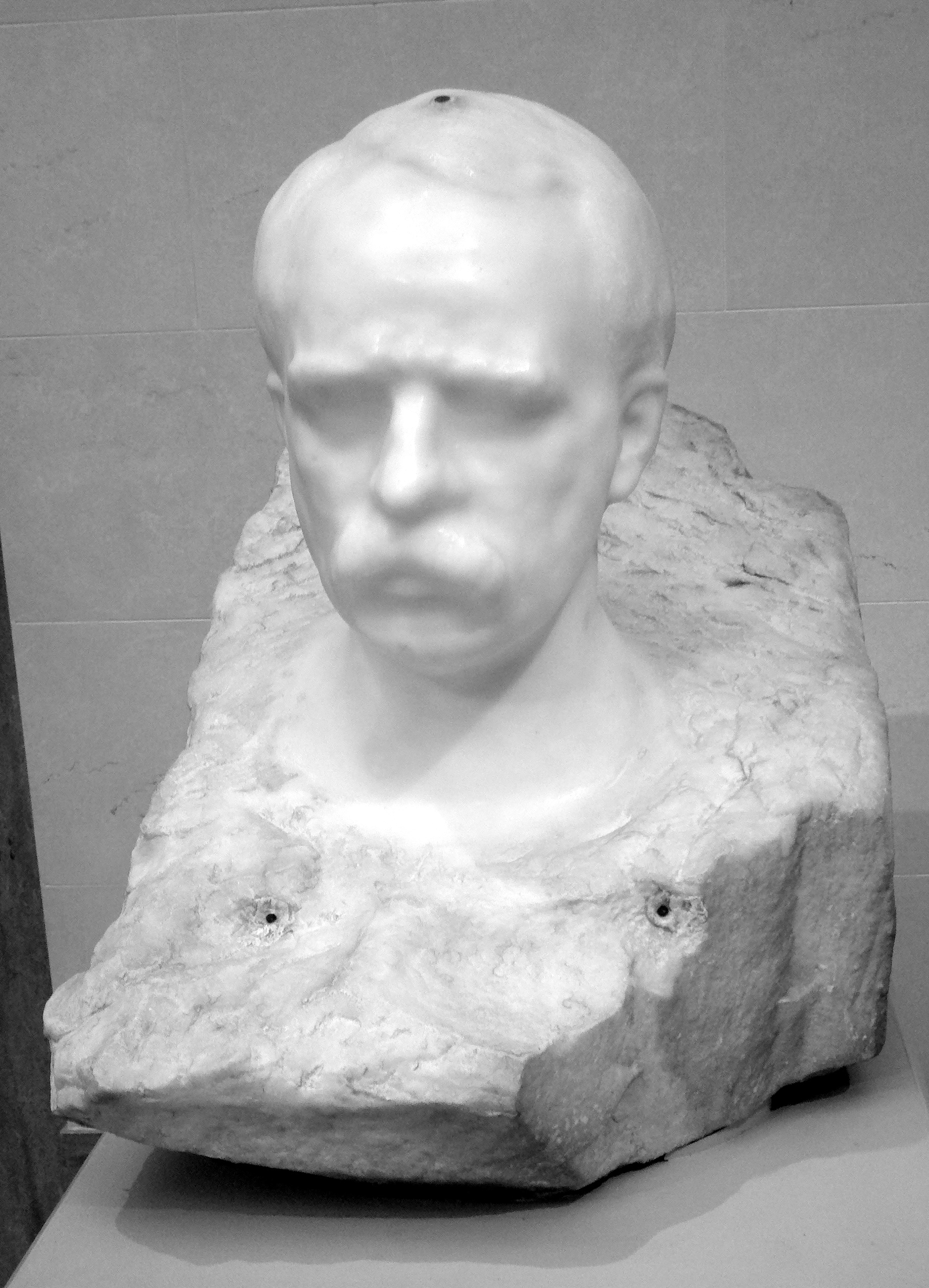
由奧古斯特·羅丹設計的愛德華·亨利·哈里曼半身像

### 獎勵
- 在1913年，他的遺孀設置了愛德華·亨利·哈里曼獎以表彰鐵路安全方面的傑出成就。 該獎項從那時起每年頒發一次。

### 同名事物
- 位於內布拉斯加州奧馬哈的聯合太平洋哈里曼調度中心以愛德華·亨利·哈里曼命名。
- 位於阿拉斯加惠蒂爾的阿拉斯加楚加奇國家森林中的哈里曼冰川被哈里曼阿拉斯加考察團以他名字命名
- 俄勒岡州的兩個郵局以哈里曼命名，包括Rocky Point的郵局，他在那裡維持了好幾年的夏令營。[20]
- 金融和商業出版商Harriman House以哈里曼命名。
- 內華達州斯帕克斯市(英語：Sparks)在早期被稱為哈里曼。

### 由哈里曼捐助建成的地方
- 哈里曼創立了湯普金斯廣場男孩俱樂部，現在被稱為紐約男孩俱樂部。 最初的俱樂部成立於1876年，由三個男孩租下位於曼哈頓下東區威爾遜學校的地下室。[21]哈里曼對俱樂部的想法是“為男孩們提供一個場所，讓他們離開街道並教導他們更好的禮節。”[22]到了1901年，俱樂部已經成長到超過它的使用空間所能負荷。 哈里曼便在10號和A大道購買了幾個地段，並且在1901年完成了一個五層的會所。[23]
- 哈里曼房地產的遺產稅，由他的遺孀於1911年3月1日向猶他州支付了798,546美元，為該州的首都建設提供了資金支持。
- 紐約州Tuxedo的哈里曼州立公園。

### 著名引言
由於少做了一些些，而失去了能把很多工作做好的機會。  "Much good work is lost for the lack of a little more."
合作意謂著“照我的話做，並把它迅速完成”。"Cooperation means 'Do as I say, and do it damn quick.'" 

## 流行文化
- 在電影《虎豹小霸王》 (Butch Cassidy and the Sundance Kid,1969年）中提到了哈里曼，成為商業男爵的角色。 在電影的第二次火車搶劫案場景，一名鐵路員工將他拒絕配合搶劫行為歸咎於他對哈里曼個人的義務。而布屈·卡西迪和日舞小子的一段對話中，隱射了哈里曼聘請著名的非法獵人來追殺該搶匪團伙的頭目。
- 在電影《日落黃沙》(The Wild Bunch,1969年）中，一位名叫“Harrigan”的鐵路官員採取了同樣的策略。

## 相關連結
- 鐵路高管列表(英語：List of railroad executives)

## 延伸閱讀
- Haeg, Larry, Harriman vs Hill: Wall Street's Great Railroad War, University of Minnesota Press, 2013
- Kahn, Otto H., Edward Henry Harriman (1911), reprinted as "The Last Figure of an Epoch: Edward Henry Harriman," in Our Economic and Other Problems (1920)
- Klein, Maury. The Life & Legend of EH Harriman. Univ of North Carolina Press (2000), The standard scholarly biography online （页面存档备份，存于）
- Kennan, George. . New York: The MacMillan Company. 1917  [2009-07-11]. （原始内容存档于2013-09-23）.
- Kennan, George. . Boston: The Country Life Press. 1917  [2009-07-11]. （原始内容存档于2011-09-12）.
- Kennan, George. . Boston: Houghton Mifflin. 1922  [2018-04-01]. （原始内容存档于2019-08-22）.
- Kennan, George. . Boston: Houghton Mifflin. 1922  [2018-04-01]. （原始内容存档于2019-08-22）.
- Keys, C.M. . The World's Work: A History of Our Time. January 1907, XIII: 8455–8464  [2009-07-10]. （原始内容存档于2017-02-05）.
- Keys, C.M. . The World's Work: A History of Our Time. February 1907, XIII: 8537–8552  [2009-07-10]. （原始内容存档于2011-09-18）.
- Keys, C.M. . The World's Work: A History of Our Time. March 1907, XIII: 8651–8664  [2009-07-10]. （原始内容存档于2017-02-05）.
- Keys, C.M. . The World's Work: A History of Our Time. March 1907, XIII: 8791–8803  [2009-07-10]. （原始内容存档于2017-02-05）.
- Meyer, Balthazar Henry. . Bulletin of the University of Wisconsin. July 1906, 142  [2009-07-10]. （原始内容存档于2014-07-04）.  Also see Northern Securities Co. v. United States.
- Muir, John, Edward Henry Harriman （页面存档备份，存于） (1911)
- Myles, William J., Harriman Trails, A Guide and History, The New York-New Jersey Trail Conference, New York, N.Y., 1999
- Ripley, William Zebina. . New York: Longmans, Green, and Co. 1915  [2009-07-11]. （原始内容存档于2017-02-05）.
- "In the Matter of Consolidations and Combinations of Carriers," Interstate Commerce Commission Reports, XII (1908)
- Articles and estimates of his life and work in Cosmopolitan, Mar. 1903, July 1909; Moody's Mag., Oct. 1906, Oct. 1909; Am. Rev. of Revs., Jan. 1907, Oct. 1909; McClure's Mag., Oct. 1909, Jan. 1911; N. Y. Times and N. Y. Sun, September 10, 1909; Railway World, September 17, 1909.

## 外部連結
- University of Washington Libraries Digital Collections – Harriman Alaska Expedition of 1899 （页面存档备份，存于） 254 photographs from 1899 of Edward Harriman's scientific expedition to Alaska, including images of Alaskan Native Americans and their villages, scenic views of the coastline, glaciers and Alaskan towns.

Template:Southern Pacific Presidents